# (1428) Mombasa
(1428) Mombasa es un asteroide perteneciente al cinturón de asteroides descubierto por Cyril V. Jackson el 5 de julio de 1937 desde el observatorio Union de Johannesburgo, República Sudaficana.

## Designación y nombre
Mombasa fue designado inicialmente como 1937 NO.
Posteriormente se nombró por la ciudad portuaria keniata de Mombasa.

## Características orbitales
Mombasa orbita a una distancia media de 2,813 ua del Sol, pudiendo alejarse hasta 3,202 ua. Tiene una inclinación orbital de 17,32° y una excentricidad de 0,1381. Emplea 1723 días en completar una órbita alrededor del Sol.